# Hoofddorp

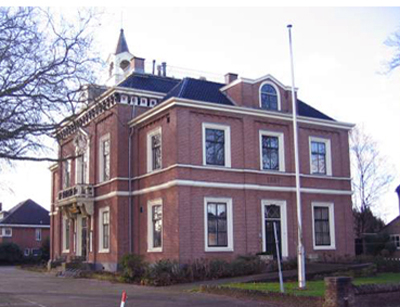
Das Alte Rathaus

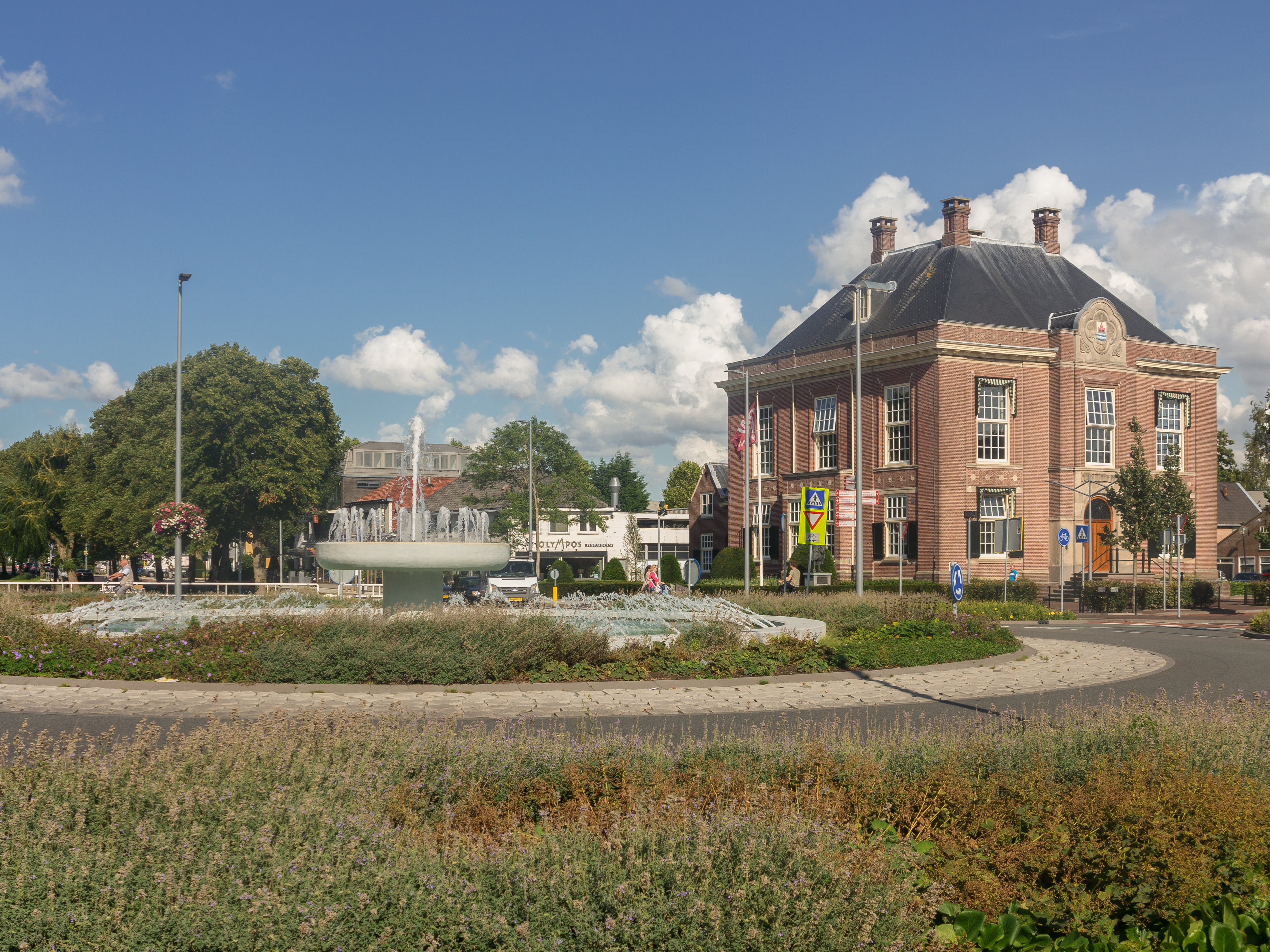
Gebäude für den Wasserverband

Hoofddorp ist der Hauptort der Gemeinde Haarlemmermeer in der niederländischen Provinz Nordholland. Er liegt 15 km südwestlich von Amsterdam in unmittelbarer Nachbarschaft zum Flughafen Schiphol und hat 79.895 Einwohner (Stand: 1. Januar 2024). Der Name des Ortes bedeutet auf Niederländisch Hauptdorf.
Im Zentrum von Hoofddorp befindet sich das Alte Rathaus, in welchem heute ein kleines Theater angesiedelt ist. Darüber hinaus befindet sich in Hoofddorp auch das Historische Museum Haarlemmermeer, das sich mit der Geschichte des Haarlemmermeerpolders beschäftigt.
Der Sitz des Automobilkonzerns Stellantis (Peugeot, Citroën, Opel, Fiat, Chrysler etc.) befindet sich hier seit seiner Gründung im Januar 2021.

## Verkehr

### Autobahn
Hoofddorp ist an das Autobahnnetz angeschlossen; es bestehen Verbindungen mit der A4, A5, und A9.

### Eisenbahn
Der Bahnhof Hoofddorp wird durch vier Strecken bedient:
- Sprinter: Hoofddorp - Schiphol - Amsterdam Sloterdijk - Zaandam - Purmerend - Hoorn Hoorn Kersenboogerd
- Sprinter: Hoofddorp - Schiphol - Amsterdam Zuid - Weesp - Almere Centrum - Almere Oostvaarders
- Sprinter: Den Haag Centraal - Leiden Centraal - Hoofddorp - Schiphol - Amsterdam Zuid - Weesp - Hilversum - Utrecht Centraal
- Sprinter: Hoofddorp - Schiphol - Amsterdam Sloterdijk - Amsterdam Centraal - Amsterdam Muiderpoort - Weesp - Hilversum - Amersfoort - Amersfoort Vathorst.

Ferner verkehren ab dem Bahnhof Schiphol Airport unterschiedliche Thalys-, Intercity-
und Sprinter-Linien.

### Busverbindungen
Die Linien von bzw. über Hoofddorp sind:
- Linie 140 (Connexxion) Bahnhof Haarlem - Uithoorn
  - Bahnhof Haarlem - Heemstede - Hoofddorp Spaarne Krankenhaus - Hoofddorp Zentrum - Bahnhof Hoofddorp - Aalsmeer - Uithoorn
- Linie 145 (Connexxion) Amsterdam Haarlemmermeerstation - Bahnhof Hoofddorp
  - Amsterdam Haarlemmermeerstation - Henk Sneevlietweg - Badhoevedorp - Hoofddorp Zentrum - Bahnhof Hoofddorp
- Linie 161 (Connexxion) Bahnhof Hoofddorp - Zwanenburg Kinheim
  - Bahnhof Hoofddorp - Hoofddorp Pax - Hoofddorp Noord - Bahnhof Halfweg-Zwanenburg - Zwanenburg Kinheim
- Linie 162 (Connexxion) Bahnhof Hoofddorp - Nieuw-Vennep Getsewoud - Lisse Hyacinthenstraat.
- Linie 163 (Connexxion) Bahnhof Hoofddorp - Rijsenhout
- Linie 164 (Connexxion) Bahnhof Hoofddorp - Nieuw-Vennep -/- Bahnhof Sassenheim -/- Oegstgeest
  - Bahnhof Hoofddorp Hoofddorp Zentrum - Nieuw-Vennep - Bahnhof Sassenheim - Oegstgeest
- Linie 168 (Connexxion)(Stadtsbetrieb Hoofddorp) Bahnhof Hoofddorp - Hoofddorp Spaarne Krankenhaus
  - Bahnhof Hoofddorp - Hoofddorp Zentrum - Hoofddorp Toolenburg West - Hoofddorp Floriande - Hoofddorp Spaarne Krankenhaus
- Linie 169 (Connexxion) (Stadtsbetrieb Hoofddorp) Bahnhof Hoofddorp - Hoofddorp Spaarne Krankenhaus
  - Bahnhof Hoofddorp - Hoofddorp Zentrum - Hoofddorp Toolenburg Oost - Hoofddorp Overbos (Einkaufszentrum) - Hoofddorp Spaarne Krankenhaus
- Linie 263 (Connexxion) (HVZ-betrieb), kein Betrieb zwischen 8:00 und 17:00 Uhr, Bahnhof Hoofddorp - Rijsenhout
  - Bahnhof Hoofddorp - Schiphol-Rijk - Aalsmeer - Rijsenhout
- Linie 268 (Connexxion) (Schnelldienst, kein Dienst zwischen 9:00 und 17:00 Uhr sowie 22:00 und 6:00 Uhr, Stadtsbetrieb Hoofddorp) Bahnhof Hoofddorp - Hoofddorp Floriande - Hoofddorp Spaarne Krankenhaus
- Linie 300 (R-net – Bussonderspur; Connexxion) Bahnhof Amsterdam Bijlmer Arena - Bahnhof Haarlem
  - Bahnhof Amsterdam Bijlmer Arena - Amstelveen - Flughafen Schiphol - Bahnhof Hoofddorp - Hoofddorp Toolenburg - Hoofddorp Bornholm - Hoofddorp Overbos - Hoofddorp Spaarne Krankenhaus - Haarlem Schalkwijk - Bahnhof Haarlem
- Linie 310 (Connexxion, R-net) Bahnhof Amsterdam Zuid - Nieuw-Vennep Getsewoud
  - Bahnhof Amsterdam Zuid - Amsterdam Krankenhaus VU Medisch Zentrum - Flughafen Schiphol - Bahnhof Hoofddorp - Hoofddorp Toolenburg Oost - Hoofddorp Toolenburg Süd - Nieuw-Vennep Getsewoud Zentrum - Nieuw-Vennep Getsewoud P+R

## Persönlichkeiten
- Arend Van ’t Hof (* 1933), Radrennfahrer
- Luuc van Opzeeland (* 1999), Windsurfer
- Rinus VeeKay (* 2000), Automobilrennfahrer
- Myron van Brederode (* 2003), Fußballspieler